# Al-Kalam

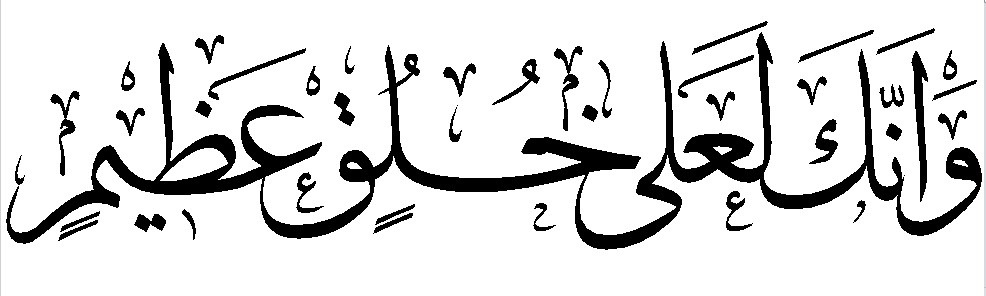
Koran, rozdział 68., werset 4 o postawie Mahometa

Al-Kalam (arab. ‏سورة القلم‎) – jest 68. surą Koranu i zawiera 52 ajat.
Sura opisuje sprawiedliwość Allaha i przepowiada Dzień Sądu. Stwierdza także, że w czasach ostatecznych ludzie będą niechętnie czytać Koran, traktując go jako księgę pełną starożytnych mitów. Wspomniane jest, że Mahomet nie był szaleńcem, lecz człowiekiem o doskonałej wierze.